# أسد وأربع قطط (فلم)
أسد وأربع قطط فيلم مصري أنتج عام 2007 من إخراج سامح عبد العزيز وإنتاج مشترك بين المجموعة الفنية المتحدة وأوسكار والنصر والماسة.

## ملخص الأحداث
تدور أحداثه حول النقيب شبل ضرغام الذي يكلف بعملية تأمين حفل كبير بأحد الفنادق يحيه أعضاء فريق الفور كاتس، وأثناء الحفل تحدث جريمة قتل ويكون الشاهد الوحيد علي هذه الجريمة هو هذا الفريق، فيكون الخطر على الفور كاتس من العصابة فيقوم شبل باصطحابهم للعيش في منزل عمه بمنطقة إمبابة ومن هنا تحدث العديد من المواقف الكوميدية والدراميكية المشوقة. كان من المقرر أن يكون اسم الفيلم ظابط وأربع قطط محاكاة للفيلم المصري القديم أربع بنات وضابط.

## الممثلون
- هاني رمزي الضابط شبل ضرغام

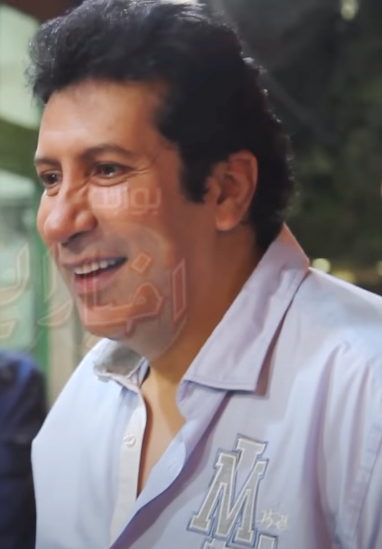
هاني رمزي (2016)

- فرقة الـفور كاتس باسمائهم الحقيقية وهم

1-إلين أورفليان
2-مايا دياب
3-رايا الشماعي
4-إليانا أبي ضاهر
- حسن حسني في دور
- لطفي لبيب في دور عنتر خال شبل
- هناء الشوربجي في دور علوية زوجة عنتر
- محمد كريم
- سليمان عيد
- سعيد الصالح
- أحمد الحلواني
- حسن عبد الفتاح

## روابط خارجية
- مقالات تستعمل روابط فنية بلا صلة مع ويكي بيانات